# LSWR 0298 Class
LSWR 0298 Class (также Beattie Well Tank) — тип пассажирского паровоза с осевой формулой 1-2-0 для пригородного сообщения на Лондонской и Юго-западной железной дороге (LSWR). Позднее использовались в Юго-западной Англии на небольших сельских ветках. Конструктор — Джозеф Битти, в 1863—1875 годах было построено 85 паровозов, основная масса которых списана к 1899 году, но три единицы доработали до 1962-го. Сохранилось 2 паровоза, оба в работоспособном состоянии.

## История
В 1850 году руководство LSWR решило применить на пригородных пассажирских линиях небольшие танк-паровозы. Главный инженер-механик дороги Джозеф Гамильтон Битти подготовил несколько проектов трёхосных паровозов с водяным баком снизу внутри рамы. В 1952—1859 годах по шести проектам было построено 26 паровозов: типы «Тартар» и «Суссекс» в 1852-м, «Чаплин» и «Минерва» в 1856-м, «Нельсон» в 1858-м и «Нил» в 1859-м. Осевые формулы этих машин были 1-1-1 и 1-2-0 при диаметре движущих колёс от 5 футов (1,524 м) до 6 футов (1,829 м), диаметре цилиндра от 14 ″ (356 мм) до 151⁄2 ″ (394 мм) и ходе поршня 20 ″ (508 мм) или 21 ″ (533 мм), не считая других отличий.
Определившись путём этих проб с оптимальными параметрами, Битти подготовил проект стандартного 1-2-0 паровоза с диаметром ведущих колёс 5 ф. 6 д. (1676 мм), диаметром цилиндров 15 ″ (381 мм) и ходом поршней 20 ″ (508 мм). В 1863 году LSWR начала их заказывать. Большинство из 85 построенных паровозов вышло из ворот манчестерского завода Beyer, Peacock and Company в 1863—1875 годах, три паровоза построили на заводе LSWR у Девяти Вязов в 1872 году. Паровозы получили номера 33, 34, 36, 44, 76, 177—220, 243—270, 298, 299, 314 и 325—329:
| Даты          | Завод          | Заводские номера | Количество | Номера на LSWR            |
| ------------- | -------------- | ---------------- | ---------- | ------------------------- |
| фев-мар 1863  | Beyer, Peacock | 331-336          | 6          | 177-182                   |
| окт-дек 1863  | Beyer, Peacock | 379-384          | 6          | 183-188                   |
| дек 1863      | Beyer, Peacock | 390-395          | 6          | 189-194                   |
| июнь 1864     | Beyer, Peacock | 493-498          | 6          | 195-200                   |
| июнь 1865     | Beyer, Peacock | 544-549          | 6          | 203-208                   |
| апр-июнь 1866 | Beyer, Peacock | 638-643          | 6          | 209-214                   |
| июнь 1866     | Beyer, Peacock | 694-699          | 6          | 215-220                   |
| июль-дек 1867 | Beyer, Peacock | 758-769          | 12         | 243-254                   |
| июль 1868     | Beyer, Peacock | 838-845          | 8          | 255-262                   |
| сент-ноя 1871 | Beyer, Peacock | 1089-1096        | 8          | 263-270                   |
| фев 1872      | Nine Elms      | 94-96 (2 серия)  | 3          | 33, 36, 76                |
| май-июнь 1874 | Beyer, Peacock | 1409-1414        | 6          | 201-202, 34, 298—299, 314 |
| окт-ноя 1875  | Beyer, Peacock | 1533-1538        | 6          | 44, 325—329               |

Паровозы партии февраля 1863 года впервые на LSWR не получили собственных имён. Позднее пять паровозов всё же окрестили: № 33 — «Феникс»; № 34 — «Скопа»; № 36 — «Комета»; № 44 — «Плутос»; № 76 — «Светлячок», преимущественно в имена старых паровозов с теми же номерами.
Два водяных танка на паровозе располагались между продольными балками рамы, один над ведущей осью, другой — под кабиной. По мере производства параметры паровозов несколько изменялись: диаметр цилиндра увеличили до 151⁄2 ″ (393,7 мм) с № 189 и до 161⁄2 ″ (419,1 мм) у трёх паровозов с завода Nine Elms. Последние 12 паровозов были с цилиндрами диаметром 151⁄2 ″ (393,7 мм) и ходом поршня 22 ″ (558,8 мм). Локомотивы с Nine Elms и последняя шестёрка имели и более очевидные отличия: диаметр бегунковых колёс 3 ф. 7+3/4 д. (1111 мм) вместо 3 ф. 6 д. (1067 мм); два из четырёх предохранительных клапанов — увеличенного размера и прямоугольные брызговики вместо круглых, которые напоминали водяные танки, хотя не являлись таковыми. Их добавил к облику паровоза сын и наследник конструктора Уильям Джордж Битти, занявший отцовский пост 23 ноября 1871 года.
Паровозы были достаточно тяговиты и быстры. С 1890 года, когда для пригородных линий Лондона стали появляться более современные локомотивы, 0298 class перебазировались в другие депо дальше от столицы. 31 паровоз в 1883—1887 годах был переделан для езды с тендером, потому что на новых линиях запаса воды и топлива не хватало. Эти паровозы списаны в 1888—1898 годах. Большинство остальных паровозов списано в 1888—1899 годах, кроме шести (№ 44, 257, 266, 298, 314 и 329), которые в 1889—1894 годах модернизированы для работы на боковых ветках (например, к Эксмуту и Сидмуту). Из этих три паровоза, № 44, 257 и 266 (последние под номерами 0257 и 0266), списаны в 1896—1898 голах. Оставшиеся три паровоза (№ 298, 314 и 329) в 1895 году переданы на железную дорогу Бодмин-Уэйдбридж, одну из первых в Корнуолле (1834) и до тех пор остававшуюся изолированной от сети LSWR. Эти паровозы работали там до 1962 года из-за кривых малого радиуса на грузовой ветке этой дороги, по которой глину для производства фарфора подвозили до главной линии. Их сменили танк-паровозы 0-3-0 GWR 1366 Class. В 1958 году эти экземпляры были названы «паровозами старейшего типа (хотя и не наибольшего возраста) в регулярной эксплуатации British Railways». Старейшими по возрасту на тот момент были № 32636 и 32670 LB&SCR A1x class, построенные в 1872 году.

## Перенумерация
Со временем паровозы подвергались перенумерации для того, чтобы освободить номера для новых локомотивов, и старые переходили в «дубликаты». Это делалось четырьмя способами: прибавлением нуля впереди, зачёркиванием, подчёркиванием или добавлением жирной черты шириной 5 дюймов (13 см) или жирной точки под номером. Все эти способы равнозначны, некоторые паровозы перенумеровывались одним способом на борту и другим — в учётных документах. Например, № 298 стал № 0298. Часть паровозов была списана под первоначальными номерами. Большинство было перенумеровано в 1888—1894 годах, но те три, которые были переданы на Бодмин-Уэйдбриджскую дорогу, перенумерованы несколько позже.
| Первый номер      | Дубликат            | Southern Railway     | British Railways     |
| ----------------- | ------------------- | -------------------- | -------------------- |
| 298 (июнь 1874)   | 0298 (июнь 1898)    | 3298 (май 1933)      | 30587 (июль 1948)    |
| 314 (июнь 1874)   | 0314 (май 1901)     | 3314 (ноябрь 1936)   | 30585 (декабрь 1948) |
| 329 (ноябрь 1875) | 0329 (октябрь 1901) | 3329 (сентябрь 1935) | 30586 (аперль 1948)  |

Первые номера SR совпадали с номерами LSWR с прибавлением буквы E — Eastleigh Works.

## Сохранённые паровозы

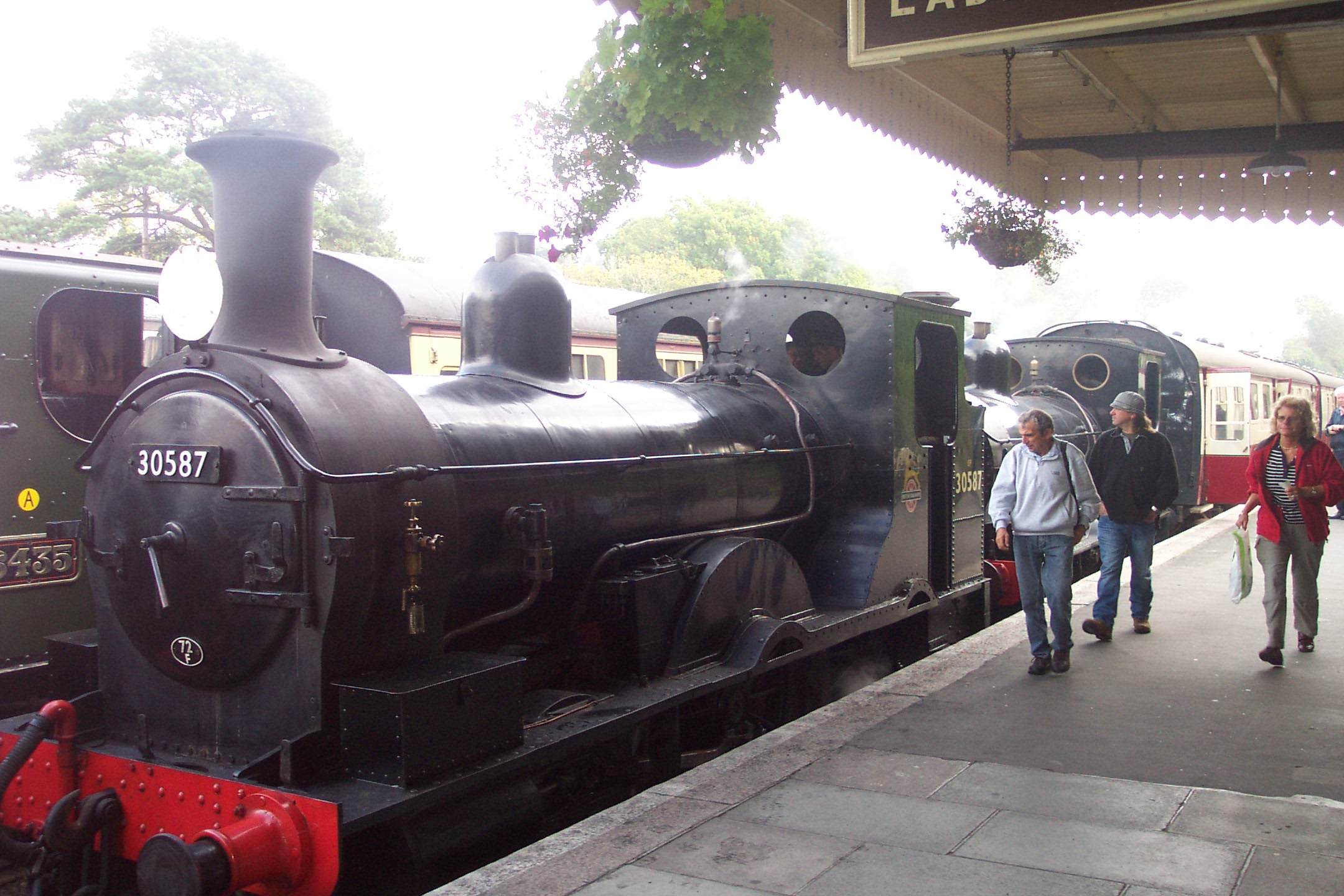
Оба сохранившихся LSWR 0298 class на станции Бодмин. Октябрь 2010
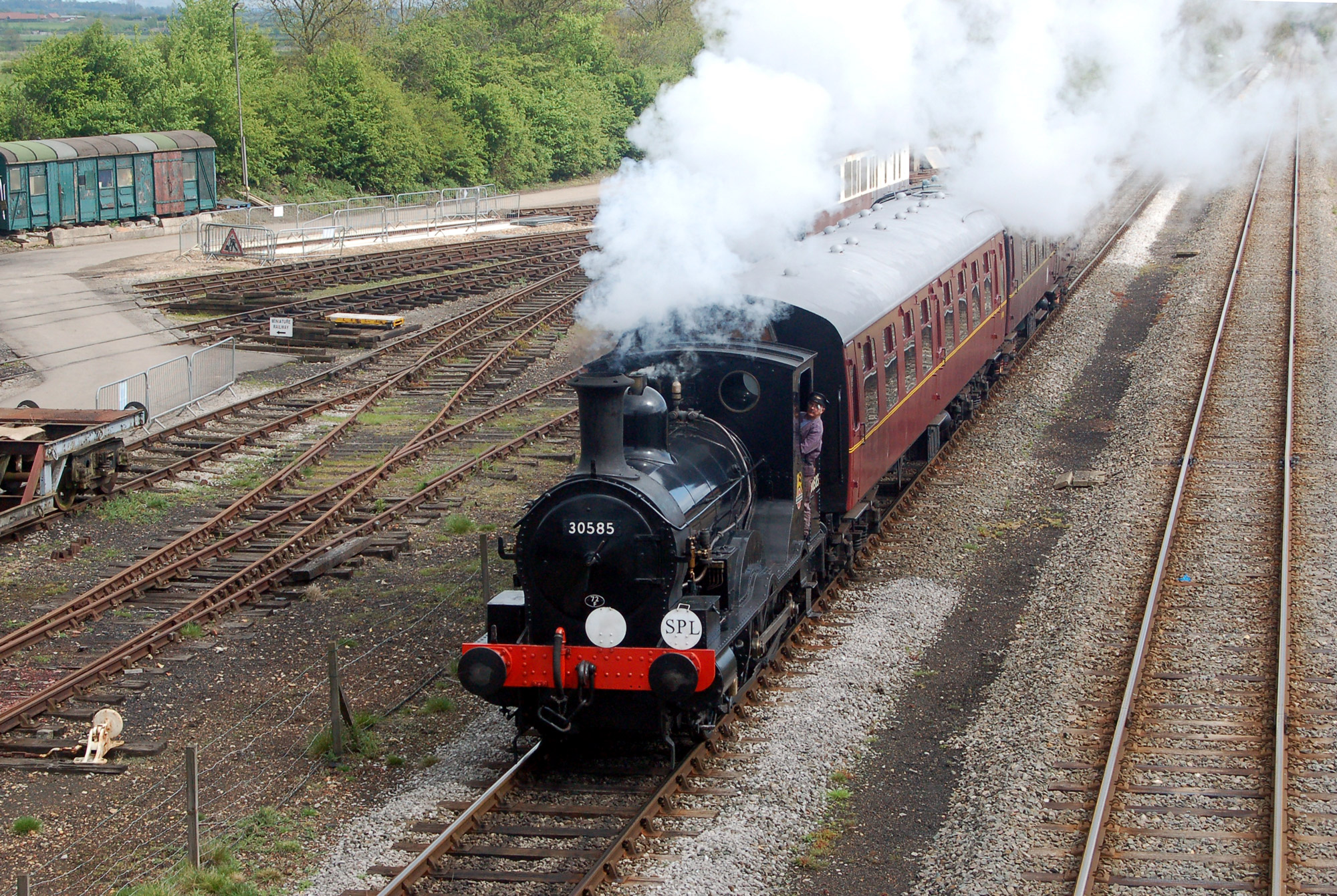
№ 30585 работает в Бэкингемширском железнодорожном центре в мае 2010
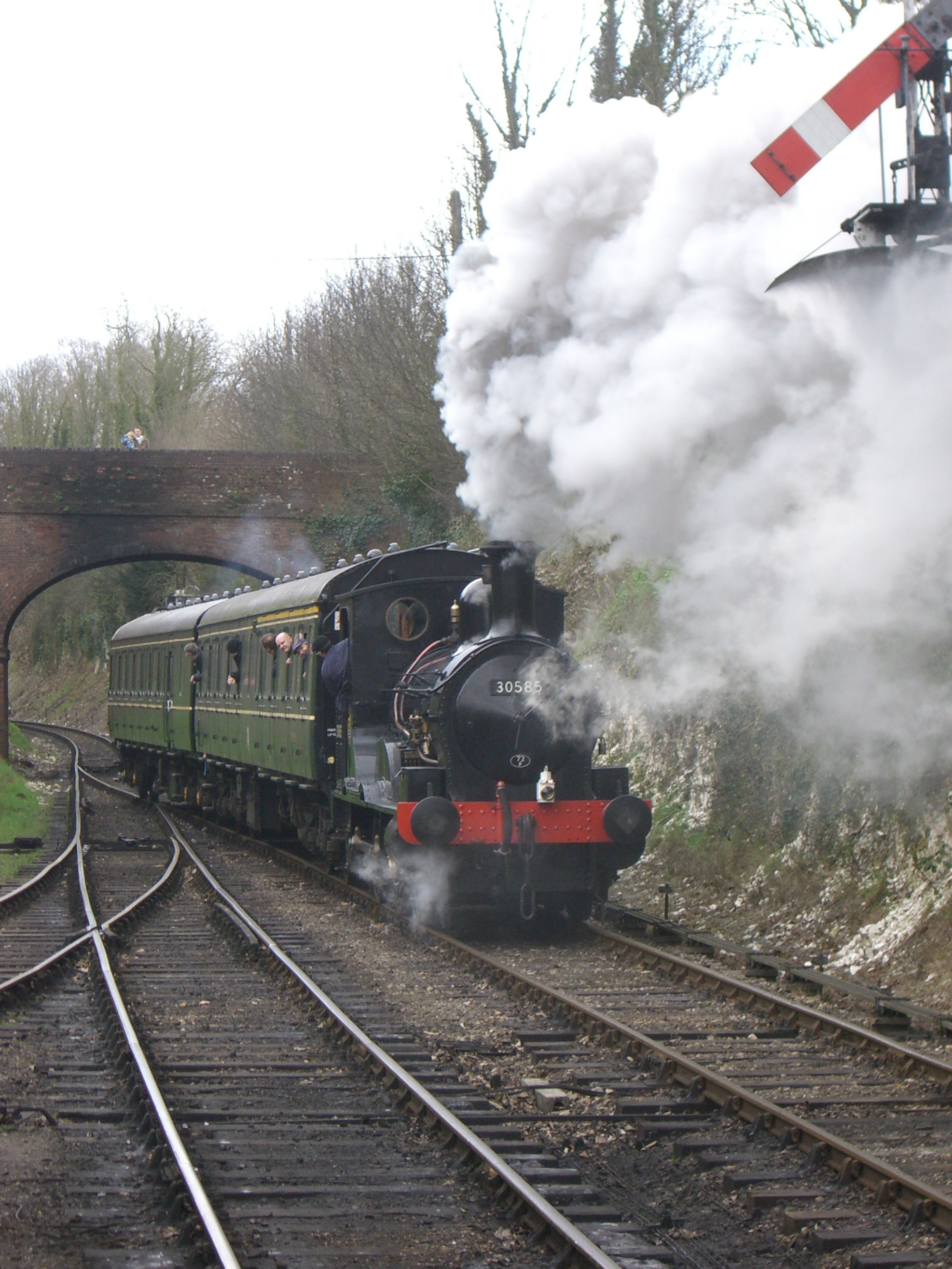
№ 30585 на Мид-Хэнтской дороге в марте 2009

Сохранилось два паровоза. № 298 (позднее 30587) находится в собственности Национального железнодорожного музея, но арендован и работает на исторической железной дороге Бодмин-Уэнфорд. № 314 (30585) в собственности Куэйнтонского Железнодорожного общества и работает в Бэкингемширском железнодорожном центре.
В октябре 2010 года оба паровоза некоторое время водили поезда по Бодмин-Уэнфордской дороге, где прослужили 67 лет в 1895—1962 годах.

## Модели
В типоразмере OO модель производства Dapol продавалась исключительно в Kernow Model Rail Centre, но теперь доступна у различных продавцов. Новые модели были анонсированы в ноябре 2020 года.